# Are You Being Served?
Are You Being Served? är en brittisk komediserie som sändes i tio säsonger på BBC mellan 1972 och 1985.

## Handling
Are You Being Served? utspelar sig på det bedagade varuhuset Grace Bros. i London, där avdelningen för herrkläder och avdelningen för damunderkläder tvingas dela våning.

## Rollista i urval
- John Inman - mr Wilberforce Humphries
- Mollie Sugden - mrs Betty Slocombe
- Wendy Richard - ms Shirley Brahms
- Frank Thornton - kapten Stephen Peacock
- Nicholas Smith - mr Cuthbert Rumbold
- Harold Bennett - mr Grace Jr. (säsong 1-8)
- Trevor Bannister - mr Dick Lucas (säsong 1-7)
- Arthur Brough - mr Ernest Grainger (säsong 1-5)
- Larry Martyn - mr Mash (säsongs 1-3)
- Arthur English - mr Beverly Harman (säsong 4-10)